# Football Club Honka (femminile)
Il Football Club Honka, indicato anche come FC Honka naiset o semplicemente Honka, è una squadra di calcio femminile finlandese, sezione femminile dell'omonima società con sede nella città di Espoo. Nel 2016 milita nella Naisten Liiga, primo livello del campionato finlandese di categoria.

## Palmarès
- Campionato finlandese: 4

2006 (Naisten SM-sarja), 2007, 2008, 2017
- Coppa di Finlandia: 3

2009, 2014, 2015
- Liigacup (femminile): 2

2007, 2008

## Risultati nelle competizioni UEFA
| Stagione | Competizione     | Fase                       | Avversario      | Risultato                   | Risultato                   | Risultato                   |
| Stagione | Competizione     | Fase                       | Avversario      | andata                      | ritorno                     | aggregato                   |
| -------- | ---------------- | -------------------------- | --------------- | --------------------------- | --------------------------- | --------------------------- |
| 2007-08  | Women's Cup      | fase a gironi, primo turno | Valur           | 1-2                         | 1-2                         | 1-2                         |
| 2007-08  | Women's Cup      |                            | ADO Den Haag    | 1-0                         | 1-0                         | 1-0                         |
| 2007-08  | Women's Cup      |                            | KÍ Klaksvík     | 4-1                         | 4-1                         | 4-1                         |
| 2008-09  | Women's Cup      | fase a gironi, primo turno | Røa             | 0-2                         | 0-2                         | 0-2                         |
| 2008-09  | Women's Cup      |                            | NSA Sofia       | 6-0                         | 6-0                         | 6-0                         |
| 2008-09  | Women's Cup      |                            | Iveria Khashuri | ritirata dalla competizione | ritirata dalla competizione | ritirata dalla competizione |
| 2009-10  | Champions League | sedicesimi di finale       | Turbine Potsdam | 1-8                         | 0-8                         | 1-16                        |

## Organico

### Rosa 2018
Rosa, ruoli e numeri di maglia come da sito ufficiale e sito UEFA.com.
| N. |                      | Ruolo | Calciatrice       |
| -- | -------------------- | ----- | ----------------- |
| 1  | Finlandia (bandiera) | P     | Paula Myllyoja    |
| 2  | Finlandia (bandiera) | D     | Aino Nurmi        |
| 5  | Finlandia (bandiera) | D     | Kaisa Ranki       |
| 6  | Finlandia (bandiera) | C     | Henni Malinen     |
| 7  | Finlandia (bandiera) | C     | Saara Lappalainen |
| 8  | Finlandia (bandiera) | D     | Emilia Iskanius   |
| 9  | Finlandia (bandiera) | C     | Marianna Tolvanen |
| 10 | Finlandia (bandiera) | A     | Jutta Rantala     |
| 11 | Finlandia (bandiera) | D     | Elli Pikkujämsä   |
| 12 | Finlandia (bandiera) | P     | Pauliina Nuora    |
| 13 | Finlandia (bandiera) | C     | Henna Tenkanen    |

| N. |                      | Ruolo | Calciatrice       |
| -- | -------------------- | ----- | ----------------- |
| 15 | Finlandia (bandiera) | D     | Inka Kaivola      |
| 16 | Finlandia (bandiera) | D     | Anna Vlasoff      |
| 17 | Finlandia (bandiera) | C     | Linda Nyman       |
| 19 | Finlandia (bandiera) | A     | Jessika Lindström |
| 20 | Finlandia (bandiera) | D     | Anni Miettunen    |
| 23 | Finlandia (bandiera) | D     | Anna Auvinen      |
| 24 | Finlandia (bandiera) | C     | Suvi Kärkkäinen   |
| 27 | Finlandia (bandiera) | A     | Ella-Rosa Huusko  |
| 28 | Finlandia (bandiera) | A     | Sini Vehviläinen  |
| 77 | Finlandia (bandiera) | A     | Milla Punsar      |